# بيت الخريبي
قرية بيت الخريبي هي إحدى القرى التابعة لمركز جرجا بمحافظة سوهاج في جمهورية مصر العربية. حسب إحصاءات سنة 2006، بلغ إجمالي السكان في بيت الخريبي 6163 نسمة، منهم 3373 رجل و2790 امرأة.